# Cetopangasius
Cetopangasius is een uitgestorven geslacht van straalvinnige vissen uit de familie van de reuzenmeervallen (Pangasiidae).

## Kenmerken
Cetopangasius onderscheidt zich van de andere reuzenmeervallen door een zeer grote kop en het zeer grote aantal van meer dan 100 lange strengen aan de kieuwzeef. De harde strengen aan de rugvin en borstvinnen waren zeer stevig en duidelijk gezaagd. De borstvinnen vertonen 13, de buikvinnen 5 of 6 en de anale vin 38 tot 42 zachte strengen. De soort C. chaetobranchus kon een lengte bereiken van ongeveer 50 cm.

## Fossielen
Er werden fossielen gevonden in sedimenten uit het Mioceen in de provincie Pletchabun in noordelijk-centraal Thailand.

## Uitgestorven soort
- Cetopangasius chaetobranchus Roberts & Jumnongthai, 1999